# Entführungsfall Matthias Hintze
Der Entführungsfall Matthias Hintze war eine Entführung, die sich 1997 in Deutschland ereignete und bei der das Opfer ums Leben kam. Der damals 20-jährige Matthias Hintze wurde am 14. September 1997 von Wjatscheslaw Orlow und seinem Komplizen Sergej Serow entführt, um ein Lösegeld von 1 Million DM zu erpressen. Der Entführte erstickte in einem Erdloch in Mecklenburg-Vorpommern.

## Tat und Ermittlungen
Am 14. September 1997 gegen 21:00 Uhr zwangen Serow und Orlow den damals 20-jährigen Matthias Hintze vor seinem Elternhaus in Geltow in den Kofferraum seines alten Mercedes. Als die Mutter wenig später nach Hause kam, fand sie das Haus erleuchtet und mit offener Tür vor. Die Täter wollten offenbar zunächst nur das diamantblaue Mercedes 123-Coupé entwenden, wobei Hintze sie in flagranti überraschte.
In Glindow wurden die Täter in einen Autounfall verwickelt, wobei die Kofferraumklappe des Mercedes aufsprang. Hintze rief um Hilfe und versuchte vergeblich, sich zu befreien. Die Täter zwangen ihn in den Kofferraum zurück und fuhren weiter, genau wie ein ebenfalls am Unfall beteiligter BMW. Die Polizei suchte, zunächst erfolglos, nach beiden Unfallautos. Zwei Tage später, am 16. September 1997, wurde der BMW ausgebrannt in der Nähe von Potsdam entdeckt. Die Polizei leitete eine bundesweite Fahndung nach einem verdächtigen Rumänen ein, später erwies sich diese Spur aber als falsch. Am 17. September 1997 fand man den Mercedes von Hintze in einem Berliner Waldstück. Die Polizei dehnte nun die Fahndung nach dem Rumänen auf weite Teile Europas aus. Am 18. September 1997 schließlich erhielten die Eltern Hintzes einen Brief mit einer Lösegeldforderung der Entführer.
Am 26. September 1997, zwölf Tage nach der Entführung, veröffentlichte die Polizei Brandenburg ein Foto, auf welchem Matthias Hintze gefangen in einem Erdschacht zu sehen war. „Sein Leben ist in äußerster Gefahr, wenn wir ihn nicht finden“, erklärten die Ermittler. Am gleichen Tag teilte die Polizei mit, dass eine Lösegeldübergabe gescheitert sei. Bis zum 2. Oktober 1997 misslangen drei weitere Versuche. Die Eltern nannten Verständigungsschwierigkeiten mit den offenbar russischsprechenden Kidnappern als Grund.
Die Ermittler vermuteten, dass Hintze auf einem ehemaligen Militärgelände der sowjetischen Armee im Umkreis Berlins festgehalten werden könnte. Hundertschaften durchkämmten deshalb die verlassenen Areale, die 60-köpfige Sonderkommission „Matthias“ wurde gebildet. Auch setzte die Polizei Hubschrauber, Hunde und Infrarotkameras ein. Es kamen 1.200 Hinweise aus der Bevölkerung.
Zivilbeamten fielen am 7. Oktober 1997 an einer entlegenen Telefonzelle in Berlin-Spandau zwei Männer und ein goldfarbener BMW mit russischem Kennzeichen auf. Die Männer waren unbewaffnet und wurden nach einer kurzen Rangelei festgenommen. Es handelte sich um die Täter. Einen Tag später fand man Matthias Hintze tot in dem Versteck. An der Müritz hinter dem Dorf Gotthun hatten die Entführer in einem Waldstück eine Grube ausgehoben und mit Balken sowie Holzplatten verschalt. Sie war einen Meter breit, zwei Meter lang und vier Meter tief. Die Obduktion ergab, dass Matthias Hintze bereits 20 Tage vor dem Fund erstickt, verdurstet oder verhungert war.

## Verurteilung
Für die Entführung und den Tod von Matthias Hintze verurteilte das Landgericht Potsdam die beiden Russen Wjatscheslaw Orlow und Sergej Serow 1999 zu je vierzehneinhalb Jahren Freiheitsstrafe. Orlow wurde im Oktober 2012 ein Jahr vor dem regulären Haftende in seine Heimat Russland abgeschoben und mit einem Einreiseverbot belegt.
Zwei Jahre nach ihrer Verurteilung für die Entführung und den Tod von Matthias Hintze wurden sie in Berlin schuldig gesprochen, auch den Berliner Computerhändler Alexander Galius verschleppt zu haben. Galius ist bis heute verschollen. Die Ermittler gehen davon aus, dass die beiden ihn ermordet haben.

## Fluchtversuch Serows
Sergej Serow brach Mitte November 1998 aus dem Gefängnis aus. Er seilte sich vom Dach der JVA Potsdam ab, was von einer Überwachungskamera des benachbarten Verkehrsministeriums aufgenommen wurde. Er soll in der JVA als Haushandwerker eingesetzt gewesen sein und dabei über zusätzliche Freiheiten verfügt haben. Die Polizei löste daraufhin eine internationale Fahndung aus. Nach drei Tagen auf der Flucht wurde er rund 40 Kilometer von der JVA entfernt in Berlin verhaftet.
Der damalige Justizminister Brandenburgs, Hans Otto Bräutigam, bot nach dem Ausbruch Ministerpräsident Manfred Stolpe seinen Rücktritt an. Nach Serows Festnahme lehnte Stolpe dies jedoch ab.

## Hintergrund der Entführer
Während der Gerichtsverhandlung wurde auch der persönliche Hintergrund der beiden Täter bekannt. Beide stammen aus entlegenen Teilen Russlands. Serow wurde in einem Dorf in Sibirien nördlich des Ural geboren. Er wuchs auf der Tschuktschen-Halbinsel im äußersten Norden Russlands auf, zeitweise in einem Zelt gemeinsam mit 15 bis 20 anderen Familien. Seine Eltern arbeiteten in einem Bergbauunternehmen, er selbst lernte Mechaniker. Orlow kam aus Krasnogorsk und war von Beruf Kraftfahrer. Zeitweise diente er bei den in Brandenburg stationierten GUS-Truppen. Ferner gab er an, 1992 in der Gaststätte als Aushilfe gearbeitet zu haben, welche die Eltern von Mattias Hintze in Geltow betrieben. Der SPIEGEL zeigte Unverständnis darüber, dass die Entführer sich diese Familie aussuchten, da es sich um „keineswegs wohlhabende Leute“ gehandelt habe.
Sergej Serow hatte Ende August 1992 gemeinsam mit einem Landsmann ein Musikelektronik-Geschäft in Berlin-Charlottenburg überfallen. Die Täter benutzten Reizgas und schlugen mit einer Wehrmachtpistole auf Angestellte ein, bevor sie mit Geld aus einer erbeuteten Handtasche flüchteten konnten. Wegen der besonderen Brutalität des Überfalls verurteilte das Landgericht Berlin ihn im Februar 1993 zu einer Haftstrafe von sechs Jahren und sechs Monaten. „Schon damals zeigte sich, dass bei ihm Intelligenz und Brutalität in einem umgekehrt proportionalen Verhältnis stehen. Er hatte just das Geschäft überfallen, in dem er kurz zuvor noch als Aushilfskraft gejobbt hatte“ schrieb der SPIEGEL 1997.
Als Autoschieber hatte Wjatscheslaw Orlow Kontakt mit der Justiz. Er kam 1991 nach Deutschland und betätigte sich im Umfeld des Autodiebstahls. Im Dezember 1993 nahm ihn die Polizei fest und er wurde wegen gewerbsmäßiger Hehlerei in neun Fällen vom Landgericht Berlin zu einer Haftstrafe von drei Jahren verurteilt. Dabei hielt ihm das Landgericht zugute, dass er Reue gezeigt und sein Tun bedauert habe.